# Ending Is the Beginning: The Mitch Lucker Memorial Show
Ending Is the Beginning: The Mitch Lucker Memorial Show — концертный альбом американской дэткор-группы Suicide Silence, выпущен 18 февраля 2014 года на CD/DVD/Blu-ray лейблом Century Media. Концерт был организован 21 декабря 2012 года в память о бывшем вокалисте группы Митче Лакере, после его смерти в мотоциклетной аварии 1 ноября 2012 года. Для каждой композиции были приглашены разные вокалисты из различных метал-группы, большинство из которых были хорошо знакомы с Митчем Лакером. Название взято из композиции «Ending Is the Beginning» с альбома Suicide Silence (EP).
Релиз был посвящён Митчу Лакеру и его дочери — Кенади Лакер.

## Список композиций
Список композиций, прозвучавших на концерте с указанием альбома, на котором они были изданы, и приглашенных вокалистов для исполнения.
| No. | Композиция                             | Длительность | Альбом           | Год  | Приглашённый вокалист                                   |
| --- | -------------------------------------- | ------------ | ---------------- | ---- | ------------------------------------------------------- |
| 1   | «Destruction of a Statue»              | 3:26         | Suicide Silence  | 2005 | Джонни Дэви — Job for a Cowboy                          |
| 2   | «Distorted Thought of Addiction»       | 3:58         | Suicide Silence  | 2005 | Грег Вилбёрн — Fit for an Autopsy                       |
| 3   | «Ending Is the Beginning»              | 2:50         | Suicide Silence  | 2005 | Брук Ривс — Impending Doom                              |
| 4   | «Bludgeoned to Death»                  | 2:53         | The Cleansing    | 2007 | Рик Хувер — ex-Suffokate                                |
| 5   | «Unanswered»                           | 2:36         | The Cleansing    | 2007 | Фил Бозман — Whitechapel                                |
| 6   | «Girl of Glass»                        | 3:05         | The Cleansing    | 2007 | Майк Терри — ex-Bury Your Dead                          |
| 7   | «The Price of Beauty»                  | 3:07         | The Cleansing    | 2007 | Дэнни Уорсноп — Asking Alexandria                       |
| 8   | «No Pity for a Coward»                 | 3:39         | The Cleansing    | 2007 | Джонни Плейг — Winds of Plague                          |
| 9   | «Disengage»                            | 4:21         | No Time to Bleed | 2009 | Кэмерон «Big Chocolate» Аргон — Disfiguring the Goddess |
| 10  | «No Time to Bleed»                     | 3:32         | No Time to Bleed | 2009 | Бёрк ВанРаалте — With Dead Hands Rising                 |
| 11  | «Smoke»                                | 3:54         | No Time to Bleed | 2009 | Энтони Нотармасо — After the Burial                     |
| 12  | «Wake Up»                              | 4:00         | No Time to Bleed | 2009 | Тим Ламбезис — As I Lay Dying & Austrian Death Machine  |
| 13  | «March to the Black Crown»             | 1:12         | The Black Crown  | 2011 | N/A                                                     |
| 14  | «Slaves to Substance»                  | 3:45         | The Black Crown  | 2011 | Эрнан «Eddie» Эрмида— All Shall Perish                  |
| 15  | «O.C.D.»                               | 3:34         | The Black Crown  | 2011 | Остин Карлайл — Of Mice & Men                           |
| 16  | «Fuck Everything»                      | 4:52         | The Black Crown  | 2011 | Чэд Грэй — Mudvayne & Hellyeah                          |
| 17  | «Die Young» (Black Sabbath cover)      | 5:30         | Heaven and Hell  | 1980 | Робб Флинн — Machine Head                               |
| 18  | «Roots Bloody Roots» (Sepultura cover) | 4:05         | Roots            | 1996 | Макс Кавалера — Sepultura & Soulfly                     |
| 19  | «Engine No. 9» (Deftones cover)        | 4:28         | Adrenaline       | 1995 | Митч Лакер (запись)                                     |
| 20  | «You Only Live Once»                   | 4:31         | The Black Crown  | 2011 | Рэнди Блай — Lamb of God                                |

## Участники записи

### Suicide Silence
- Крис Гарса — ритм-гитара
- Марк Хейлмун — соло-гитара
- Дэн Кенни — бас-гитара
- Алекс Лопес — ударные